# 순결 (1970년 영화)
순결은 1970년 공개된 대한민국의 영화이다.

## 배역
- 신성일
- 윤정희
- 최무룡